# 北與南
《北與南》（英語：North and South）是一部19世紀社會寫實言情小說，1854年出版，作者是英國作家伊莉莎白·蓋斯凱爾。《北與南》是蓋斯凱爾最知名的作品之一，曾三度翻拍為電視影集（1966年、1975年和2004年）。
該作以女主角瑪格麗特·黑爾的眼光，呈現工業革命帶來的資本主義亂象與無產階級工人的心聲。出生南英格蘭寧靜鄉村的黑爾一家人，被迫搬遷至北英格蘭的工業城鎮「米爾頓」（小說虛構地點，影射作者居住的曼徹斯特）。在這裡，她目睹工業革命造成的殘酷世界，並因同情窮人而與丈夫約翰·桑頓（鄙視工人的棉花廠老闆）產生嫌隙。